# Jitka Svobodová
Jitka Svobodová (Praga, 9 de septiembre de 1941-Praga, 15 de mayo de 2023) fue una escultora, pintora y académica checa.

## Biografía
Hija del abogado Jiří Svoboda. Estudió en la Escuela Industrial Secundaria de Diseño de Interiores y en la Academia de Bellas Artes de Praga.
Se formó en pintura monumental y de restauración desde 1973 a 1976.
Experta en dibujos, alambre, realizaciones superficiales y objetos tridimensionales.
Svobodová fue considerada una de las artistas más importantes del arte moderno y contemporáneo. Expuso su país, en el extranjero y participó en muchas exposiciones colectivas, sus obras están representadas en importantes colecciones públicas y privadas.
Falleció el 15 de mayo de 2023, a los 81 años, tras una grave enfermedad en Praga.

## Libro
- 2022,  Pinturas, dibujos, objetos 1965–2021, ISBN 978-80-7467-153-1

## Premios
- 2012, Medalla conmemorativa de la Academia de Bellas Artes de Praga.